# NGC 1716
NGC 1716 في الفهرس العام الجديد، هي مجرة، تقع في كوكبة الأرنب. اكتشفت في 11 ديسمبر 1835 بواسطة جون هيرشل.

## روابط خارجية
- NGC 1716 على موقع ويكي سكاي: DSS2, SDSS, GALEX, IRAS, Hydrogen α, X-Ray, Astrophoto, Sky Map, Articles and images